# Zabłocie Czuchów
Zabłocie Czuchów – zlikwidowany przystanek kolejowy w Zabłociu w województwie śląskim, w Polsce. Znajduje się na wysokości 265 m n.p.m.

## Historia
Przystanek wybudowany w czynie społecznym przez mieszkańców wsi został otwarty w lipcu 1974 roku. Posterunek składał się z dwóch wysokich peronów z wiatami. Dodatkowo obok przystanku został zlokalizowany posterunek dróżnika. Po zawieszeniu przewozów pasażerskich przystanek został zdewastowany. W późniejszym okresie zdemontowano wiaty i tablice z nazwą przystanku. Posterunek dróżnika został rozebrany po zamontowaniu samoczynnej sygnalizacji przejazdowej. Podczas rewitalizacji szlaku kolejowego w 2017 roku przystanek został zlikwidowany.